# Mankskär
Mankskär är en ö i Finland. Den ligger i Skärgårdshavet och i kommunen Kimitoön i den ekonomiska regionen  Åboland i landskapet Egentliga Finland, i den sydvästra delen av landet. Ön ligger omkring 68 kilometer söder om Åbo och omkring 160 kilometer väster om Helsingfors. Mankskär ligger 11 meter över havet.
Öns area är 3,5 hektar och dess största längd är 330 meter i sydöst-nordvästlig riktning. Det finns inga samhällen i närheten.